# Ouette gyrus
Ouette gyrus là một loài nhện trong họ Ochyroceratidae. Loài này phân bố ở Trung Quốc.